# نايندوما
نايندوما (بالروسية: Няндома) هي إحدى مدن روسيا في الكيان الفدرالي الروسي أوبلاست أرخانغلسك.

## المناخ
يظهر الجدول التالي التغييرات المناخية على مدار السنة لنايندوما:
| البيانات المناخية لـنايندوما | البيانات المناخية لـنايندوما | البيانات المناخية لـنايندوما | البيانات المناخية لـنايندوما | البيانات المناخية لـنايندوما | البيانات المناخية لـنايندوما | البيانات المناخية لـنايندوما | البيانات المناخية لـنايندوما | البيانات المناخية لـنايندوما | البيانات المناخية لـنايندوما | البيانات المناخية لـنايندوما | البيانات المناخية لـنايندوما | البيانات المناخية لـنايندوما | البيانات المناخية لـنايندوما |
| الشهر                        | يناير                        | فبراير                       | مارس                         | أبريل                        | مايو                         | يونيو                        | يوليو                        | أغسطس                        | سبتمبر                       | أكتوبر                       | نوفمبر                       | ديسمبر                       | المعدل السنوي                |
| ---------------------------- | ---------------------------- | ---------------------------- | ---------------------------- | ---------------------------- | ---------------------------- | ---------------------------- | ---------------------------- | ---------------------------- | ---------------------------- | ---------------------------- | ---------------------------- | ---------------------------- | ---------------------------- |
| المتوسط اليومي °م (°ف)       | −13 (9)                      | −12 (10)                     | −6 (21)                      | 1 (34)                       | 8 (46)                       | 14 (57)                      | 16 (61)                      | 14 (57)                      | 8 (46)                       | 1 (34)                       | −5 (23)                      | −10 (14)                     | 1 (34)                       |
| المصدر: Weatherbase          |                              |                              |                              |                              |                              |                              |                              |                              |                              |                              |                              |                              |                              |